# Majmaa Tolba
Majmaa Tolba  (in arabo مجمع الطلبة‎?) è un centro abitato e comune rurale del Marocco situato nella provincia di Khémisset, regione di Rabat-Salé-Kénitra. Conta una popolazione di 12 609 abitanti (censimento 2014).